# شهرستان کاردژالی
شهرستان کاردژالی (به بلغاری: Kardzhali Municipality) یک شهرستان در بلغارستان است که در استان کرجالی واقع شده‌است. شهرستان کاردژالی ۵۷۴٫۷۴ کیلومتر مربع مساحت و ۶۷٬۴۶۰ نفر جمعیت دارد.